# Machovské Končiny
Machovské Končiny (nebo také jen Končiny) jsou osada, součást obce Machov. Nacházejí se na konci úzkého výběžku českého území do území polského, jsouce vklíněny mezi polské vsi Stroužné a Bukovina, které leží v tzv. Českém koutku. Od samotného Machova jsou vzdáleny přibližně 2,5 kilometru vzdušnou čarou. 
Machovskými Končinami prochází modře značená turistická trasa ze Závrch přes Stroužné do Machova, která celkem čtyřikrát překračuje česko-polskou státní hranici. I přes značnou odlehlost fungovaly v Končinách dvě pohostinská zařízení (hostinec a vinárna), neboť osada byla východištěm turistických vycházek na Bor.